# Шаббат (трактат)
«Шаббат» (ивр. שבת‎, shabath — «шаббат») — трактат в Мишне, Тосефте, Вавилонском и Иерусалимском Талмуде, первый в разделе Моэд («Праздники»); излагает законы о субботнем отдыхе. Самый объёмный из трактатов о праздниках (24 главы). Изложенные в трактате законы до сих пор соблюдаются еврейскими общинами по всему миру.

## Предмет рассмотрения
Заповедь о субботнем покое — одна из фундаментальных в иудаизме. Упоминание о святости субботы встречается уже на первых страницах Моисеева закона:

Так совершены небо и земля и все воинство их.
И совершил Бог к седьмому дню дела Свои, которые Он делал, и почил в день седьмый от всех дел Своих, которые делал.
И благословил Бог седьмой день, и освятил его, ибо в оный почил от всех дел Своих, которые Бог творил и созидал.
— Быт. 2:1—3
Заповедь о субботе — четвёртая из декалога:

Помни день субботний, чтобы святить его; шесть дней работай и делай [в них] всякие дела твои, а день седьмой — суббота Господу, Богу твоему: не делай в оный никакого дела ни ты, ни сын твой, ни дочь твоя, ни раб твой, ни рабыня твоя, ни [вол твой, ни осел твой, ни всякий] скот твой, ни пришлец, который в жилищах твоих; ибо в шесть дней создал Господь небо и землю, море и все, что в них, а в день седьмой почил; посему благословил Господь день субботний и освятил его.
— Исх. 20:8—11
Пророки упоминают заповедь о субботе и ставят её в один ряд с морально-этическими нормами (Ис. 58:13, 14; Иер. 17:19—27; Амос. 8:5). По возвращении из вавилонского плена пришлось принимать меры для введения этой заповеди в практику:

В те дни я увидел в Иудее, что в субботу топчут точила, возят снопы и навьючивают ослов вином, виноградом, смоквами и всяким грузом, и отвозят в субботний день в Иерусалим. И я строго выговорил [им] в тот же день, когда они продавали съестное.
И Тиряне жили в [Иудее] и привозили рыбу и всякий товар и продавали в субботу жителям Иудеи и в Иерусалиме. И я сделал выговор знатнейшим из Иудеев и сказал им: зачем вы делаете такое зло и оскверняете день субботний? Не так ли поступали отцы ваши, и за то Бог наш навел на нас и на город сей все это бедствие? А вы увеличиваете гнев [Его] на Израиля, оскверняя субботу.
После сего, когда смеркалось у ворот Иерусалимских, перед субботою, я велел запирать двери и сказал, чтобы не отпирали их до [утра] после субботы. И слуг моих я ставил у ворот, чтобы никакая ноша не проходила в день субботний…
— Неем. 13:15—19 и далее.
При этом Тора не даёт точного определения, что входит в понятие запрещённой в субботу работы. Имеются ясно выраженные запреты на полевые работы (Исх. 34:21), приготовление пищи (Исх. 16:22, 23), зажигание огня (Исх. 35:3), собирание дров (Чис. 15:32—36, там же указано наказание за нарушение шаббата — побивание камнями). Точное определение действий, разрешённых и запрещённых в субботу, и составляет предмет рассмотрения в трактате «Шабат». В связи с этим в трактате описываются разные виды труда, формы одежды, утвари, украшений, материалов для топлива и освещения; таким образом, этот трактат, независимо от своего ритуального значения, представляет также большой исторический интерес.
В Исх. 35:1—3 заповедь о субботнем отдыхе предшествует описанию работ по постройке скинии. Из этого законоучители делают вывод, что Тора запрещает в субботу все работы, сходные с производимыми в скинии:
- работы сельскохозяйственного цикла от посадки семян до выпечки хлеба;
- производство тканей — все работы цикла от стрижки шерсти и изготовления пряжи до шитья и распарывания;
- производство кожи — все работы цикла от охоты до разрезания по выкройке;
- письмо и стирание написанного (предполагается, что соединяющиеся друг с другом доски помечались буквами);
- строительство и разрушение построенного;
- зажигание и тушение огня;
- действия, приводящие предмет в состояние готовности (в качестве примера приводится удар молотом для проверки прочности готовой конструкции);
- перенос предмета через границу владения.

Всего насчитывается 39 основных работ (אבות מלאכות — букв. «отцов работ»).
Трактат построен следующим образом: в начале идут законы, касающиеся начала субботы, то есть вечера пятницы; затем законы субботнего утра; затем описание работ, запрещённых Торой; наконец, работы, запрещённые раввинами ради покоя. К законам о субботе относятся также законы об эрувах, но они, ввиду объёма и сложности материала, выделены в отдельный трактат Эрувин.

## Содержание
Трактат «Шаббат» в Мишне состоит из 24 глав и 134 параграфов. Как и многие другие трактаты, он начинается с числового правила (перечисляются 4 варианта переноса предметов, хотя первая глава посвящена другой теме, а подробное рассмотрение вопроса о переносе предметов начинается с шестой главы), а заканчивается любопытным прецедентом.
- Глава первая касается ограничений, вступающих в силу накануне субботы. Запрещается, например, слишком поздно начинать трапезу или производить суд. Приводятся законы, установленные на совещании в горнице Ханании бен-Хизкии бен-Гарона, когда было принято в качестве галахи мнение школы Шаммая в противовес мнению школы Гиллеля.
- Глава вторая посвящена субботнему вечеру (то есть вечеру пятницы, так как шаббат начинается в пятницу с захода солнца), в первую очередь — правилам зажигания субботних свечей. Текст этой главы включён в вечернюю молитву вечера пятницы.
- Глава третья рассматривает вопросы пользования огнём в субботу. Здесь вводится понятие вещи, заранее предназначенной для субботы (מוכן). Если вещь для субботы заранее не предназначена (так как образовалась уже после наступления субботы или используется для запрещённой в субботу работы), то ей нельзя пользоваться и даже перемещать обычным образом.
- Глава четвёртая посвящена вопросу сохранения температуры пищи. В субботу разрешается только поддерживать температуру пищи, но не нагревать её.
- Глава пятая предписывает предоставлять субботний отдых животным и рассматривает вопрос, какие части сбруи разрешено оставить, а какие в субботу запрещены.
- Глава шестая содержит правила относительно одежды и украшений. Запрещается ношение таких предметов, которые могут вызывать необходимость снимать их или носить в руках.
- Глава седьмая переходит к общим правилам о запрещённой в субботу работе. Приводится список 39 основных работ и наказание за их совершение по ошибке — жертва за грех.
- Глава восьмая посвящена запрету выноса различных жидкостей и материалов. Устанавливается правило, о том, что запрещённое к выносу количество вещества — это минимальное количество, которое можно использовать на что-то полезное. Вопрос состоит в определении этого количества для каждого отдельного вещества. В конце главы для обоснования одного из законов даётся даже прямая ссылка на Библию (редкий случай в Мишне).
- Глава девятая по принятой в Талмуде ассоциации идей начинается с некоторых не относящихся к теме трактата законов, основанных на толковании Библии. Далее продолжается тема выносов.
- Глава десятая устанавливает случаи освобождения от ответственности за субботний вынос. Не считается нарушением, если вещь вынесена необычным образом.
- Глава одиннадцатая рассматривает вопрос об ответственности за бросание предметов.
- Глава двенадцатая посвящена запрету различных хозяйственных работ и письма.
- Глава тринадцатая подробно разбирает запреты ткачества, шитья, изготовления шерсти, ловли животных.
- Глава четырнадцатая продолжает тему: в ней разбирается запрет охоты, изготовления солёной воды, лечения от нетяжёлых заболеваний.
- Глава пятнадцатая описывает разрешённые в субботу работы: разрешено завязывать временные узлы, складывать одежду, стелить постель.
- Глава шестнадцатая регламентирует действия при пожаре в субботу: тушить огонь запрещено, но можно спасать вещи.
- Глава семнадцатая содержит правила перемещения вещей (в соответствии с введённым в третьей главе правилом о вещах, предназначенных для субботы).
- Глава восемнадцатая продолжает разбирать ограничения в перемещении вещей.
- Глава девятнадцатая посвящена заповеди обрезания: его предписано проводить в восьмой день после рождения мальчика (Быт. 17:12), даже если этот день приходится на субботу.
- Глава двадцатая рассматривает спорные вопросы о приготовлении в субботу пищи и корма для скота.
- Глава двадцать первая продолжает рассмотрение вопросов о перемещении вещей, например, об уборке отбросов со стола.
- Глава двадцать вторая рассматривает действия с жидкостями; например, случаи с разбившимся сосудом и с соком, вытекающим из плодов.
- Глава двадцать третья посвящена вопросам приёма гостей, подготовки к похоронам и т. п.. Рассматривается вопрос о допустимости подготовки к будням на исходе субботы.
- Глава двадцать четвёртая посвящена вопросам кормления скота в субботу и другим вопросам. Заканчивается глава описанием прецедента, из которого выводится разрешение затыкать, измерять и привязывать.

## Затрагиваемые темы
Тосефта к трактату «Шаббат» состоит из 18 глав и содержит много добавлений и разъяснений к Мишне. В Иерусалимской Гемаре утеряны толкования к последним четырём главам.
Вавилонская Гемара («Бавли») к этому трактату содержит, кроме толкований и дополнений к Мишне, множество легенд и исторических рассказов, афоризмов и агадических изречений.
- Тосефта к трактату, как и Мишна, начинается с числового правила. Вводится понятие четырёх областей: общественная область (רשות הרבים), частная область (רשות היחיד), кармелит (כרמלית) и свободное место (מקום פטור). Вещи в субботу можно без ограничений перемещать внутри частной области, а в общественной и в кармелите — только на расстояние 4 локтя (около двух метров). Запрещено перемещать вещи из частной области в общественную и обратно.
- Бавли, 21: история возникновения праздника ханука и связанные с этим законы.
- Бавли, 13б, 30б: история о том, как хотели исключить из канона Библии книги Иезекииля, Екклесиаста и Притчи Соломона из-за их противоречия идеям Торы. Этого не стали делать, так как подобрали удовлетворительную интерпретацию для сомнительных отрывков этих книг.
- Бавли, 30б — 31б: рассказы о Гиллеле. Показывается его мягкость, контрастирующая с суровостью его оппонента Шаммая. Среди прочего, приведено его знаменитое высказывание: «Не делай ближнему своему того, что ненавистно тебе».
- Бавли, 33: история о рабби Шимоне бар Йохае, который прожил в пещере двенадцать лет, скрываясь от римлян.
- Мишна 6:4: обсуждается вопрос, можно ли носить в субботу оружие. Элиэзер бен Уркенос считал, что оружие — украшение для мужчины, следовательно, носить его можно. Но остальные с ним не согласились и привели в обоснование своего мнения известную фразу: «Перекуют мечи свои на орала» (Ис. 2:4, Мих. 4:3).
- Шестая и седьмая глава Тосефты описывают обычаи и суеверия евреев эпохи Мишны.
- Мишна 14:2 содержит любопытный пример лаконичности языка Мишны — правило о приготовлении солёной воды в субботу при сохранении смысла изложено гораздо короче, чем в параллельном месте в Бавли, 108б.
- Тосефта, 14:4 упоминает о действовавшем в то время запрете записывать слова молитв. Молитвенники запрещалось спасать от пожара в субботу, отсюда выражение: «записывающий славословия подобен тому, кто сжигает Тору».
- Бавли, 118 говорит о важности наслаждения субботой (עונג שבת). Предписывается приготовить к субботе лучшие блюда и вино. По мнению некоторых учёных здесь имеется в виду противодействие аскетическим традициям ессеев.
- Бавли, 119б: рассказ об ангелах, сопровождающих человека домой из синагоги в пятницу вечером, ставший основой для песни «Шалом алейхем».
- Мишна, 16:8 содержит разрешение пользоваться в субботу плодами работы язычника, совершённой им для себя, что является законным основанием для использования услуг шабесгоя.
- Тосефта, 16:11-17 содержит законы о необходимости нарушения шаббата для спасения жизни. Установлено, что ради спасения жизни нельзя нарушать только запреты идолопоклонства, кровосмешения и убийства.
- Бавли, 127а: отрывок о награде за добрые дела. Включён в ежедневную утреннюю молитву.